# Pornographie gonzo
Pour les articles homonymes, voir Gonzo.

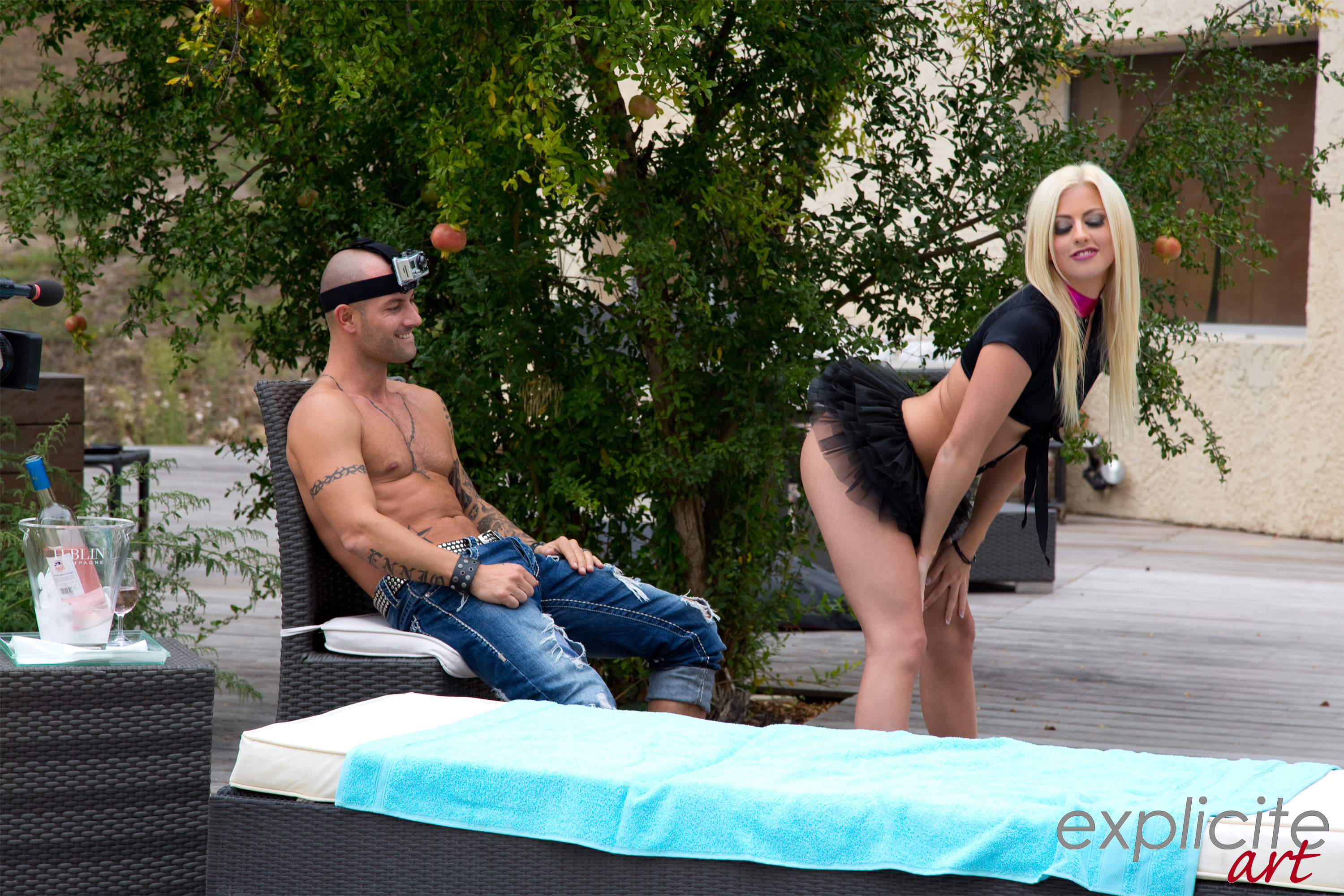
L'acteur Mike Angelo et l'actrice Jessie Volt sur le tournage du film Gonzo, mode d'emploi, de John B. Root (2013). L'acteur porte, attaché sur la tête, un appareil de prises de vue qui lui permettra d'obtenir des plans en caméra subjective.

La pornographie ou cinéma gonzo, appelée « hamedori (ハメ撮り) » au Japon et parfois également « all sex » aux États-Unis, est une catégorie particulière de films pornographiques sans scénario et filmé du point de vue de l'un des participants, apparue aux États-Unis dans les années 1990.

## Définition
Le qualificatif de pornographie gonzo apparaît aux États-Unis dans le courant de l'année 1989 sous la plume du rédacteur en chef du magazine AVN, Paul Fishbein, par référence au journalisme gonzo, afin de désigner la production du réalisateur et ancien acteur pornographique John Stagliano,. Les caractéristiques premières du genre sont l'absence de scénario, de décors, de dialogues, l'emploi de la caméra portée avec un recours intense aux gros plans et un petit budget. Très fréquemment, les acteurs s'adressent aux spectateurs via la caméra.

### Caméra subjective
Une forme extrême est l'utilisation de la caméra subjective, qui consiste à voir l'action à travers les yeux de l'acteur masculin (ou POV ((en) point of view) : car c'est l'acteur lui-même qui filme. 
Apparenté au porno « amateur » par cette volonté d'immersion (nombreux gros plans, mouvements de caméra « au poing »), ce type de films a vu émerger une forte demande aux États-Unis à partir du milieu des années 1990, au point que le genre finit par devenir la forme dominante du porno. 
Avec la multiplication de ce type de films, certaines productions tentent alors de se démarquer en allant vers des pratiques toujours plus extrêmes (dilatations anales à l'extrême, gifles et étranglements, ondinisme ou diverses formes d'humiliation). Tant et si bien que désormais, aux yeux d'un public non averti, le gonzo est devenu synonyme de films violents ou dégradants alors qu'en réalité, il désigne bien l'absence de scénario et de budget, pas les pratiques sexuelles qu'il comporte, qui peuvent être en fait très variées. 
En fait, en raison du grossissement obtenu par cette méthode ainsi que du poids d'une caméra professionnelle, le film n'est pas exempt de sauts et d'imperfections diverses qui limitent l'emploi de ce type de prises de vue et qui sont autant de marques de fabrique censées être des gages d'authenticité ou de naturel pour le spectateur.
Aussi connu sous le nom de All Sex, le gonzo propose une réalisation axée sur le sexe au détriment des scénarios, décors et dialogues des productions classiques. 
Le succès de ce type de productions est ainsi largement dû à ce sentiment de proximité psychologique et de participation dans les situations.

Certains réalisateurs (Otto Bauer/Audrey Hollander pour mach2 par exemple) investissent toutefois dans le décor, les lumières, pour proposer du gonzo sophistiqué, mais toujours extrême. Dans une interview de 2013 pour cinefilic.com, John B Root, réalisateur français de films pornographiques explique : 

« Il y a du très bon gonzo, et du gonzo pas regardable ! […] Après, l’économie de moyen est souvent prise comme excuse par de mauvais réalisateurs pour faire de mauvaises vidéos. Mais ce n’est pas parce qu’on n’a pas de scénario qu’on doit être un mauvais cinéaste. C’est passionnant de garder la caméra à la main et de garder le rythme, de garder le plaisir. Ça devrait être passionnant, mais ça ne l'est pas toujours ! »

Il précise dans la même interview, que le gonzo, à l'origine genre minoritaire, représenterait aujourd'hui « 99,9 % du porno ».

## Cible marketing
Les films gonzo visent un public quasi exclusivement masculin.

## Aspects économiques

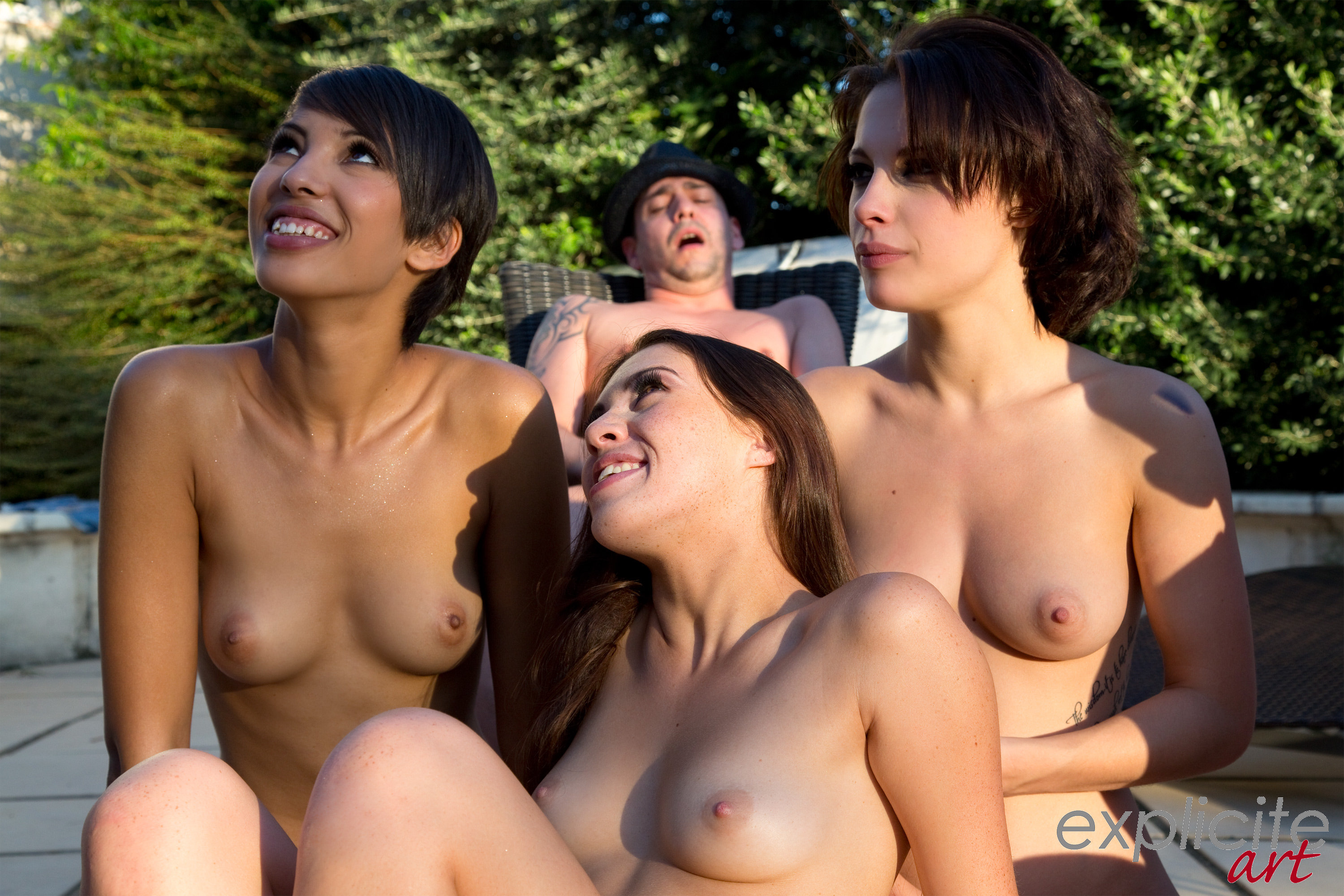
Actrices pornographiques Jasmine Arabia, Tiffany Doll, Nikita Bellucci et, au second plan, l'acteur et réalisateur Titof, sur le tournage du film Gonzo mode d'emploi.

Largement dominant aux États-Unis au début du XXIe siècle, le gonzo connait un essoufflement après une dizaine d'années de progression continue due à la multiplication des studios et des productions. Les tournages sont en effet rapides et peu coûteux (le budget moyen d'une production varie entre 17 000 USD et 30 000 USD).
Les principaux studios américains sont aujourd'hui dédiés au gonzo ou proposent des lignes gonzo en plus de leurs productions habituelles. Si les sites pornographiques gratuits les plus populaires présentent avant tout des vidéos de type gonzo (que ce soit la vidéo entière ou parce que la vidéo présentée est un extrait d'un film complet), le terme est tout de même utilisé comme une catégorie de recherche.

« Les menus renvoient […] aux caractéristiques exposées des personnages […] à leurs relations et activités sexuelles […] ou, plus rarement, aux procédés technologiques et genres du site (« webcam », « mangas », « gonzo »). »